# Estação Leganés Central
Leganés Central é uma estação da Linha 12 do Metro de Madrid .